# Коктел (филм)
„Коктел” је југословенски ТВ филм из 1967. године. Режирала га је Мира Траиловић а сценарио је написан по делу Томаса Стернс Елиота.

## Улоге
| Глумац           | Улога |
| ---------------- | ----- |
| Вера Чукић       |       |
| Деса Дугалић     |       |
| Љиљана Крстић    |       |
| Мата Милошевић   |       |
| Владимир Поповић |       |
| Бора Тодоровић   |       |
| Стево Жигон      |       |